# Szent Szív-székesegyház
A Brüsszeli Szent Szív Székesegyház vagy más néven a Koekelbergi Bazilika (franciául: Basilique du Sacré-Cœur vagy Basilique de Koekelberg, hollandul: Nationale Basiliek van het Heilig Hart vagy Basiliek van Koekelberg) az ötödik legnagyobb templom a világon. Koekelberg városrész területén épült 1905–1970 között. Az alapvetően Art déco stílusban épült székesegyház főhajója 141 méter hosszú, 107,8 m széles, az épület teljes hossza 164,5 m, magassága 93 m, kupolájának átmérője 33 m.

## Története

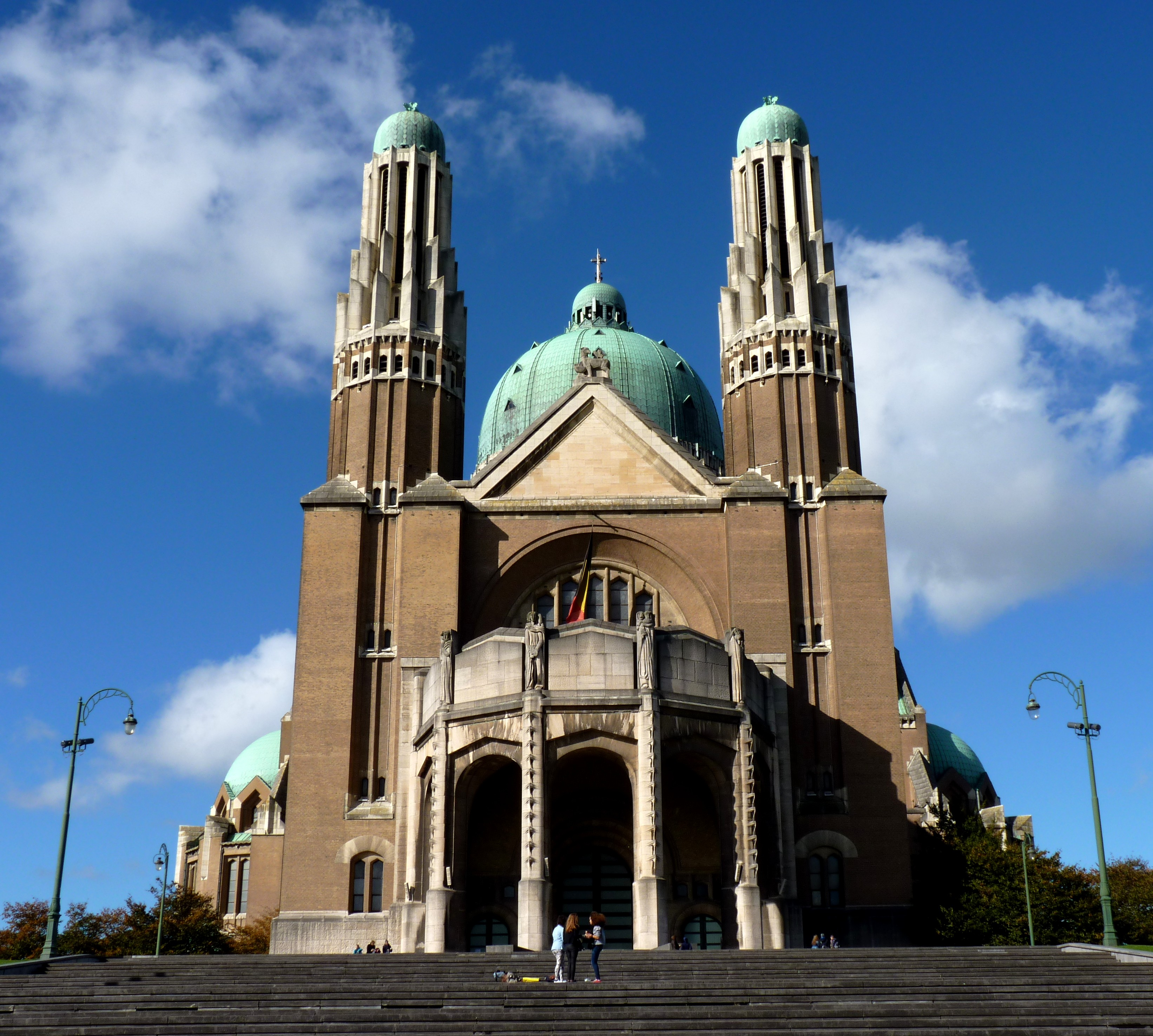

A székesegyház építését a belga függetlenség kivívásának 75. évfordulójának alkalmából határozták el.
II. Lipót belga király Pierre Langerock belga műépítésznek adta a megbízást, aki egy gigantikus neogótikus épületet képzelt el. A székesegyház alapkövét maga a király helyezte el 1905. október 12-én, de az épületet véglegesen csak 1971-re fejezték be.
Az első világháború kitörésekor megtorpant az építkezés, csak 1919-ben indult újra a munka. Ekkorra azonban megváltozott az építész személye, és az eredeti koncepció is. Albert Van Huffel már egy modern (Bauhaus és neobizánci) stílusú templom megépítését kapta feladatul. A brüsszeliek számára úgy tűnt, hogy sohasem fog elkészülni az épület. Ennek oka az volt, hogy az építkezés menete teljesen a hívők adományaitól függött, és ezek összege gyakran alatta maradt a várakozásoknak.
A kupola megépítése az 1960-as évek végére fejeződött be, és a két világháborús győzelem tiszteletére szentelték fel. A templom belső kialakítása az 1930-as évek Art déco stílusát tükrözi, a márvány széles körű használatával. 1997 óta fel lehet menni a kupolába, ahonnan (az 53 méter magasságban lévő körteraszról) gyönyörű kilátás nyílik Brüsszelre és a környező vidékre.